# PWSZ Karpaty Krosno
PWSZ Karpaty Krosno – polski kobiecy klub siatkarski z Krosna, grający obecnie w I lidze kobiet.